# Pyeonghwa Motors

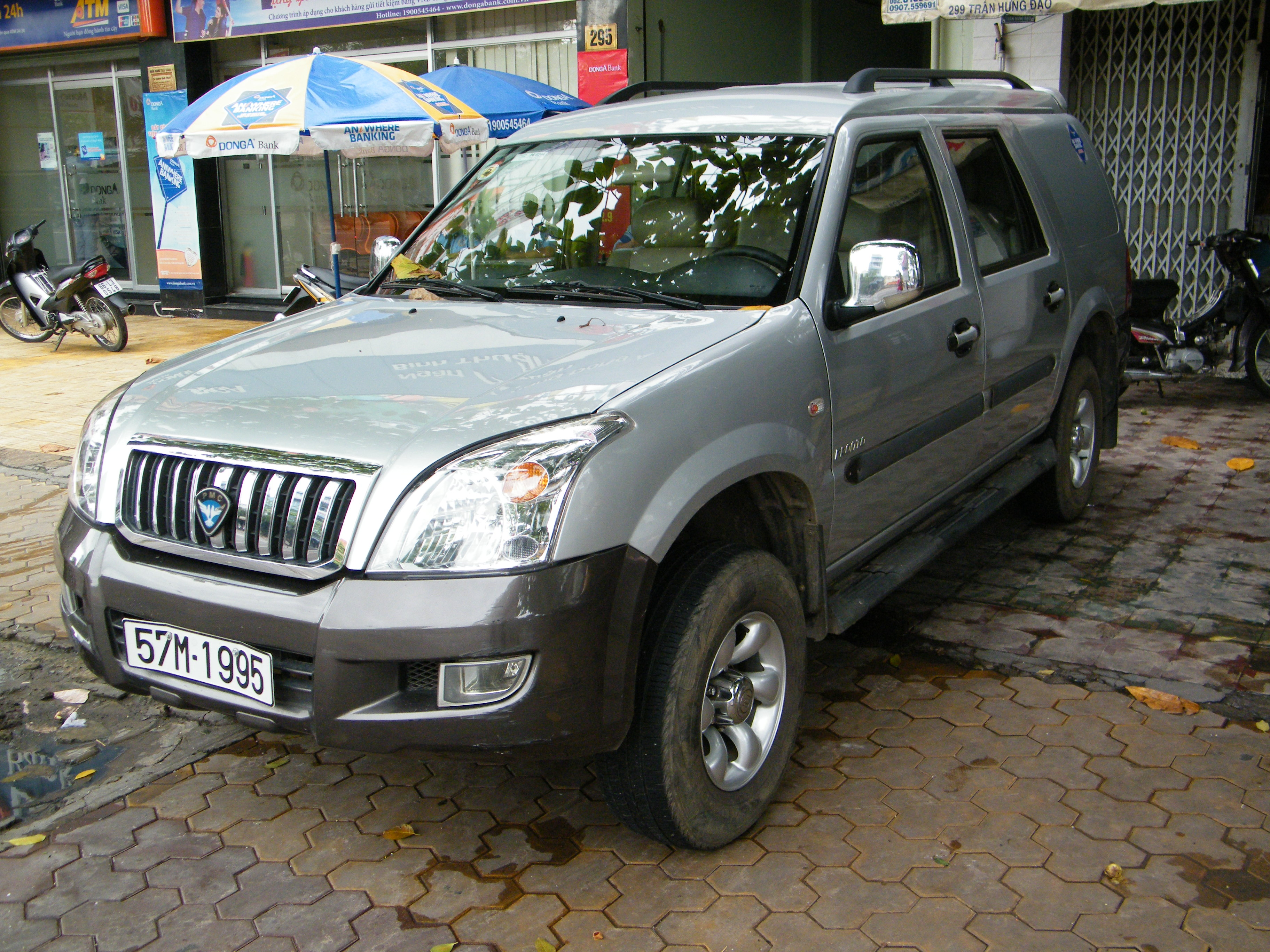
Een PMC Pronto

Pyeonghwa Motors (in het Koreaans 평화자동차 wat "Vrede Auto" betekent) is een joint venture tussen het Zuid-Koreaans bedrijf Pyonghwa Motors uit Seoul en het Noord-Koreaans bedrijf Ryonbong General Corp. De joint venture heeft twee kleine auto's geproduceerd onder licentie van Fiat, een pick-up truck en een SUV van de Chinese autofabrikant Dandong Shuguang.
Pyeonghwa Motors heeft in Noord-Korea de exclusieve rechten om auto's te produceren en voor de verkoop van gebruikte auto's. In Noord-Korea is een zeer kleine markt voor auto's. Daardoor zijn er in 2003 slechts 314 auto's geproduceerd en in 2005 ongeveer 400 auto's, terwijl de fabriek de capaciteit heeft om 10.000 auto's per jaar te produceren.

## Advertenties

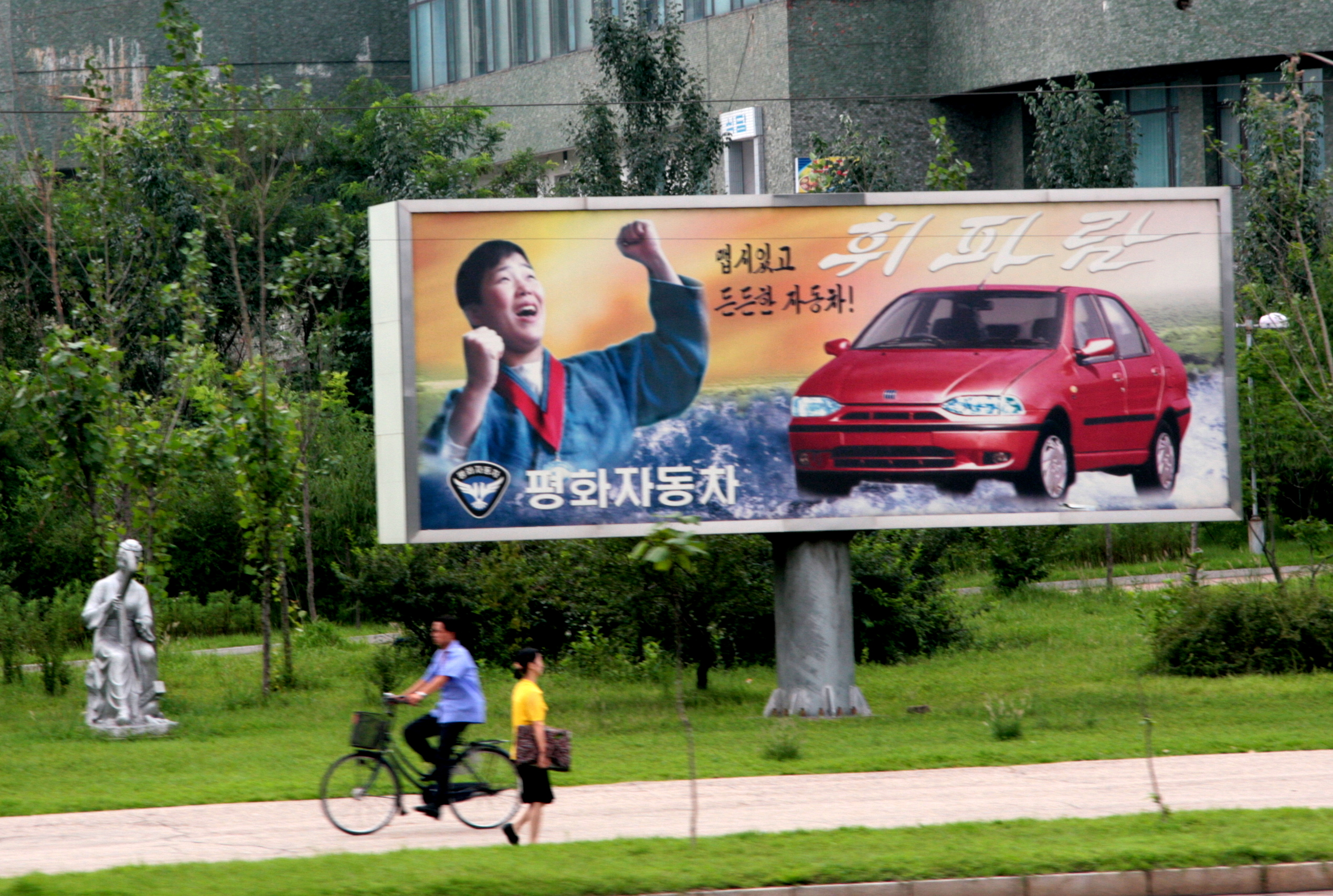
Reclamebord voor de Hwiparam, een badge-engineered Fiat Siena.

Pyeonghwa Motors is het enige bedrijf dat in Noord-Korea mag adverteren op billboards. De advertenties kunnen in de eerste plaats gericht zijn op buitenlandse ondernemers in Pyongyang, maar het Car and Driver magazine denkt dat ze propaganda zijn gericht op de lokale bevolking, om ze te laten geloven dat hun land economisch succesvol is. Ook zijn er commercials geweest op de Noord-Koreaanse televisiezender KCTV.

## Modellen

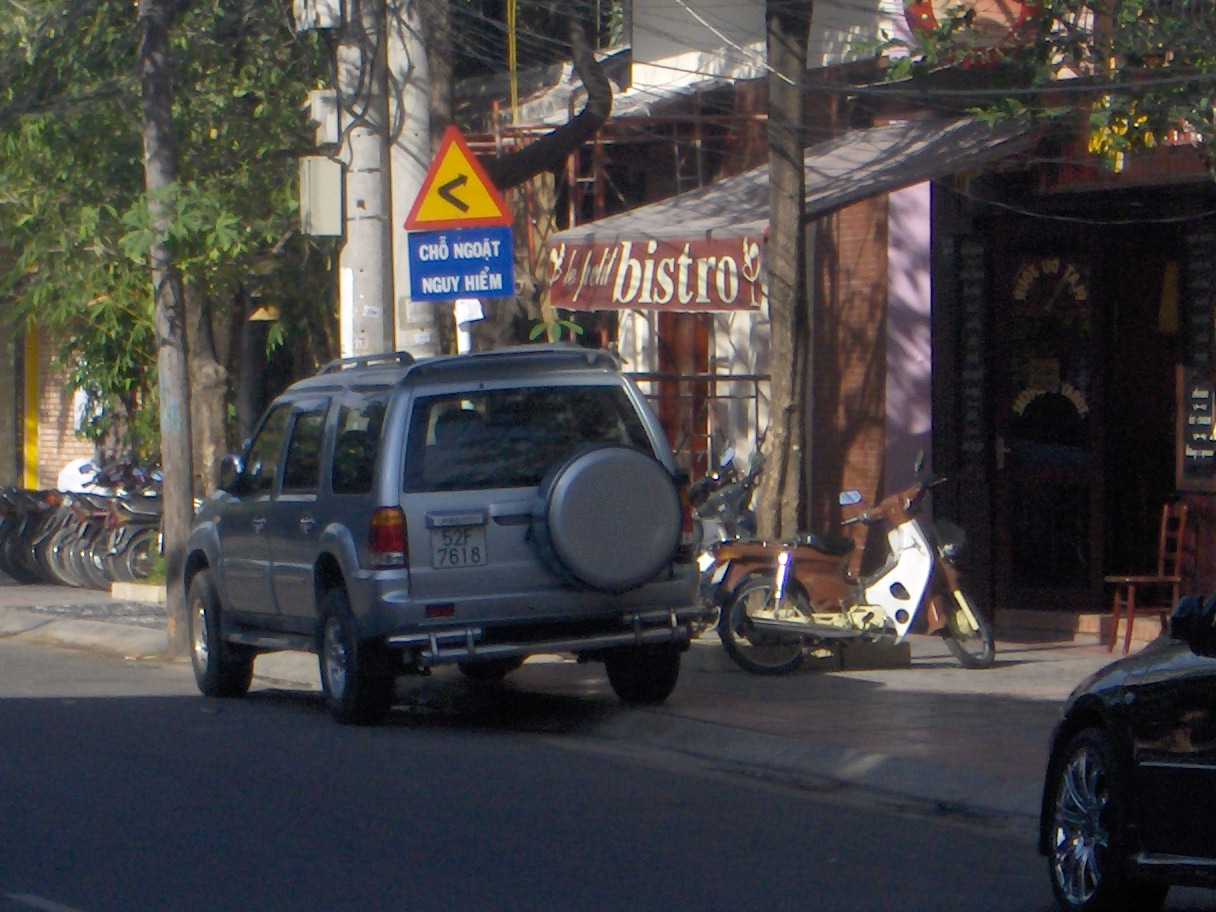
De achterkant van een PMC Pronto

| Model           | Bouw       | Status         | Autotype   | Klasse              | Land van productie            |
| --------------- | ---------- | -------------- | ---------- | ------------------- | ----------------------------- |
| 410             | 1994-2002  | import         | Sedan      | Middenklasse        | Duitsland ⇒ Noord-Korea/China |
| Huiparam        | sinds 2002 | Serieproductie | Sedan      | Middenklasse        | Noord-Korea                   |
| Huiparam Ⅱ      | sinds 2005 | Import         | Sedan      | Middenklasse        | China                         |
| Huiparam Ⅲ      | sinds 2011 | Import         | Sedan      | Middenklasse        | China                         |
| Junma           | 2006       | Concept-car    | Sedan      | Middenklasse        | Noord-Korea                   |
| Junma           | 2008-2009  | Serieproductie | Sedan      | Middenklasse        | Noord-Korea                   |
| Paso 990        | sinds 2011 | Serieproductie | Truck      |                     | Vietnam                       |
| Ppeokkugi       | sinds 2002 | Serieproductie | Ludospace  | Lagere middenklasse | Noord-Korea                   |
| Ppeokkugi Ⅱ     | sinds 2004 | Serieproductie | SUV        | Middenklasse        | Noord-Korea                   |
| Ppeokkugi Ⅲ     | sinds 2004 | Serieproductie | SUV Pickup | Middenklasse        | Noord-Korea                   |
| Ppeokkugi 4WD-A | sinds 2009 | Serieproductie | SUV        | Middenklasse        | Noord-Korea                   |
| Ppeokkugi 4WD B | sinds 2009 | Serieproductie | SUV        | Middenklasse        | Tsjechië/Zuid-Korea           |
| Ppeokkugi 4WD C | sinds 2009 | Serieproductie | SUV Pickup | Middenklasse        | Vietnam                       |
| Premio DX       | 2004-2009  | Serieproductie | SUV Pickup | Middenklasse        | Vietnam                       |
| Premio DX Ⅱ     | sinds 2009 | Serieproductie | SUV Pickup | Middenklasse        | Vietnam                       |
| Premio MAX      | sinds 2004 | Serieproductie | SUV Pickup | Middenklasse        | Vietnam                       |
| Pronto DX       | 2004-2009  | Serieproductie | SUV        | Middenklasse        | Vietnam                       |
| Pronto GS       | sinds 2009 | Serieproductie | SUV        | Middenklasse        | Vietnam                       |
| Samchunri       | sinds 2005 | Import         | Busje      | Middenklasse        | China                         |
| Zunma           | sinds 2008 | Serieproductie | Sedan      | Middenklasse        | Noord-Korea                   |